# تشارلي طوماس (مغني)
تشارلي طوماس (بالإنجليزية: Charlie Thomas)‏ هو مغني أمريكي، ولد في 7 أبريل 1937 في لينشبرغ في الولايات المتحدة.

## وصلات خارجية
- تشارلي طوماس على موقع ميوزك برينز (الإنجليزية)
- تشارلي طوماس على موقع أول ميوزيك (الإنجليزية)
- تشارلي طوماس على موقع ديسكوغز (الإنجليزية)